# Río Betsiamites
El río Betsiamites' (del inglés: Betsiamites River); en francés: rivière 'Betsiamites', también llamado Bersimis, es un río de Canadá que discurre por la región administrativa de Saguenay–Lac-Saint-Jean de la provincia de Quebec. Con las fuentes más lejanas del lago Manouanis, el río alcanza los 444 km de longitud, drena una cuenca de 18.700 km² y tiene un caudal aproximado de 340 m³/s.

## Etimología
La palabra Betsiamites o Pessamit es de origen innu y significa «lugar donde se reúnen las  lampreas».
Bersimis no fue utilizada ni por los innus, ni por los franceses ni por los franco-canadienses, siendo introducido por el almirante británico Henry Wolsey Bayfield, en su levantamientos hidrográficos del río San Lorenzo de 1837. La Compañía de la Bahía de Hudson utilizó el nombre cuando abrió un puesto comercial en 1855, así como también lo hizo Canada Post al abrir una oficina postal en 1863. Después de dos décadas de esfuerzos, los residentes y el gobierno de Quebec convencieron en 1919 al gobierno federal para comenzar a utilizar Betsiamites. El uso con fines administrativos de Bersimis ha perdurado décadas e Hydro-Québec lo utilizó en la década de 1950 al nombrar sus instalaciones en el área.

## Geografía
El río Betsiamites como tal nace en el lago Manouanis, un lugar remoto del territorio no organizado de Mont-Valin. Fluye en dirección generalmente sur y hacia la mitad de su curso se ensancha para formar el gran embalse Pipmuacan, con una longitud de unos 150 km y 978 km² de superficie de agua, ocasionado por la construcción de la presa Bersimis-1. Unos 40 km aguas abajo se encuentra otro embalse, más pequeño, el de la central Bersimis-2.
El río desemboca finalmente en la ribera septentrional del estuario del río San Lorenzo en la zona de la Reserva inuit de Betsiamites (con 2.420 hab. en 2011), a unos 300 km aguas abajo de Quebec, en una zona escasamente poblada. El río desagua en el tramo de estuario localizado entre las bocas del río aux Outardes (de 499 km), al este, y del río Saguenay (de 698 km), al oeste.

### Aprovechamiento hidroeléctrico
Durante los años 1960 y 1970, se construyeron en el río dos centrales hidroeléctricas gestionadas por Hydro-Québec:
- estación de generación Bersimis-1, construida en 1956, con una potencia instalada de 1.178 MW y el embalse Pipmuacan, de 978 km² ;
- estación de generación Bersimis-2, construida en 1959, con 845 MW y un embalse de 42 km².